# 米歇尔·范登贝赫
米歇尔·范登贝赫（荷蘭語：Michel Van den Bergh；1960年7月25日—），比利时数学家，荷兰语布鲁塞尔自由大学教授，在哈瑟尔特大学从事研究。其研究兴趣是代数和几何之间的基本关系。2003年，范登贝赫获授法朗基精密科学奖。
1985年，范登贝赫获安特衛普大學数学博士学位，其论文《有限维可除代数中的代数元素》（Algebraic Elements in Finite Dimensional Division Algebras）在弗雷迪·范奥伊斯塔延和扬·马里亚·亨德里克·范海尔（Jan Maria Hendrik Van Geel）指导下撰写。